# Diaprograpta peterandrewsi
Espèce
Diaprograpta peterandrewsi est une espèce d'araignées aranéomorphes de la famille des Miturgidae.

## Distribution
Cette espèce est endémique du Queensland en Australie. Elle se rencontre vers Winton.

## Description
La carapace du mâle holotype mesure 3,88 mm de long sur 2,94 mm et l'abdomen 3,63 mm de long sur 2,50 mm et la carapace de la femelle paratype mesure 3,38 mm de long sur 2,50 mm et l'abdomen 6,06 mm de long sur 3,25 mm.

## Étymologie
Cette espèce est nommée en l'honneur de Peter Andrews.

## Publication originale
- Raven, 2009 : Revisions of Australian ground-hunting spiders: IV. The spider subfamily Diaprograptinae subfam. nov. (Araneomorphae: Miturgidae). Zootaxa, no 2035, p. 1-40.